# Ranunculus lingua
Ranunculus lingua là một loài thực vật có hoa trong họ Mao lương. Loài này được L. miêu tả khoa học đầu tiên năm 1753.

## Hình ảnh

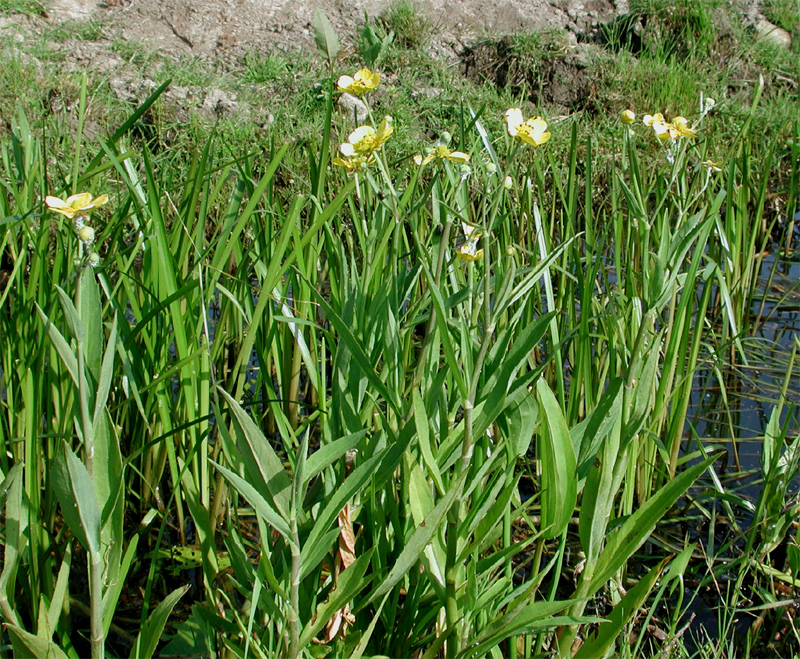
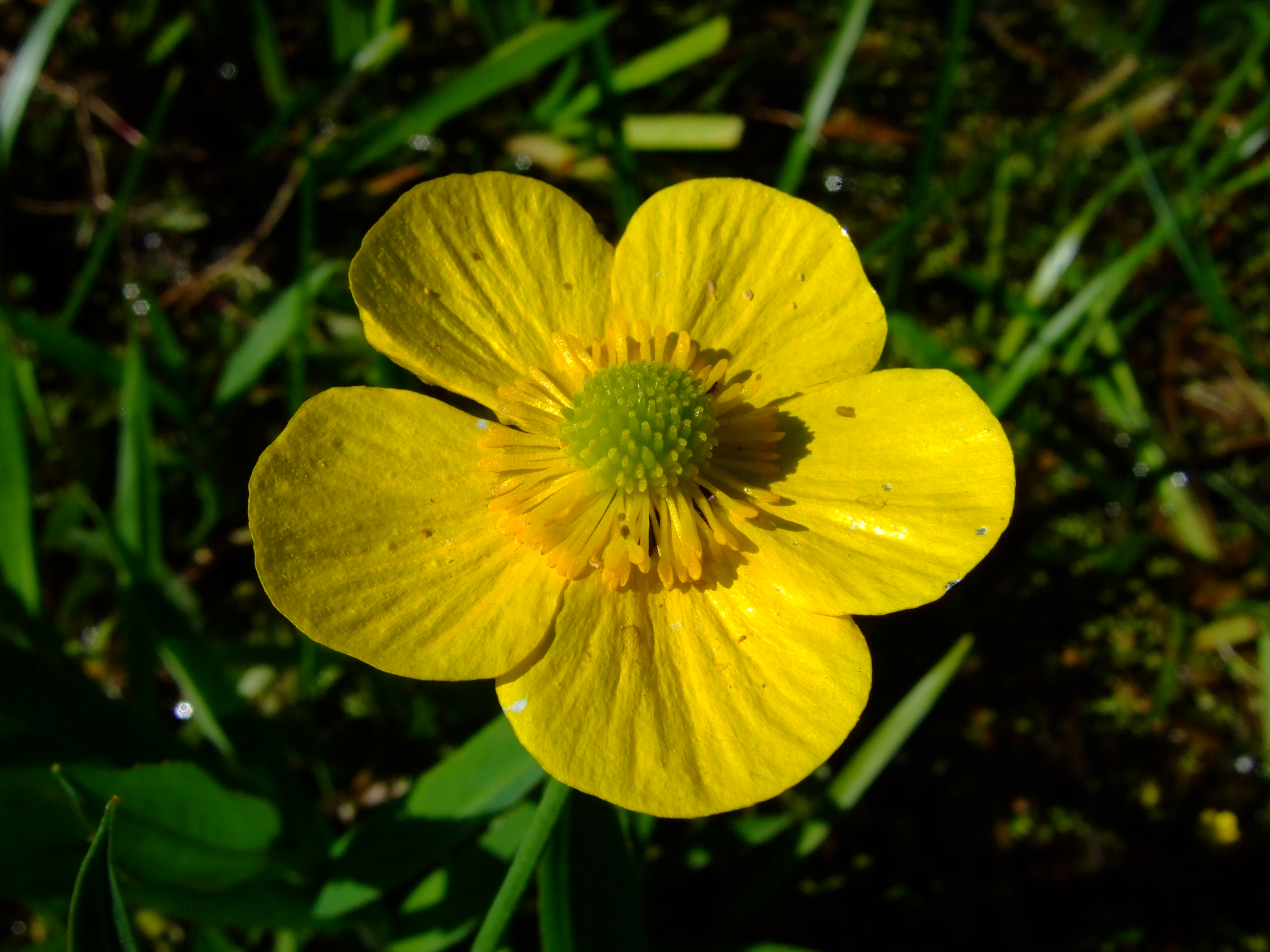
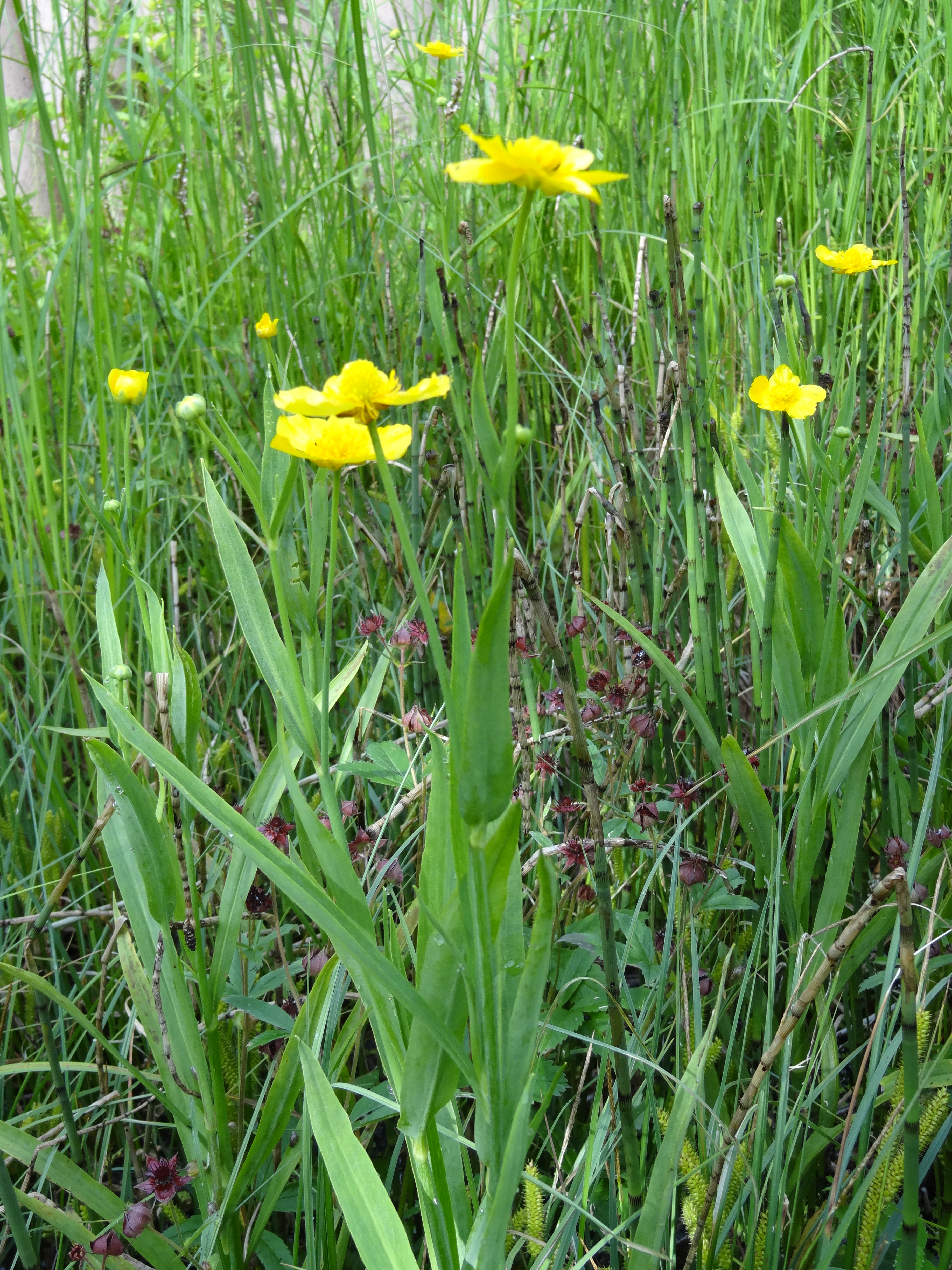
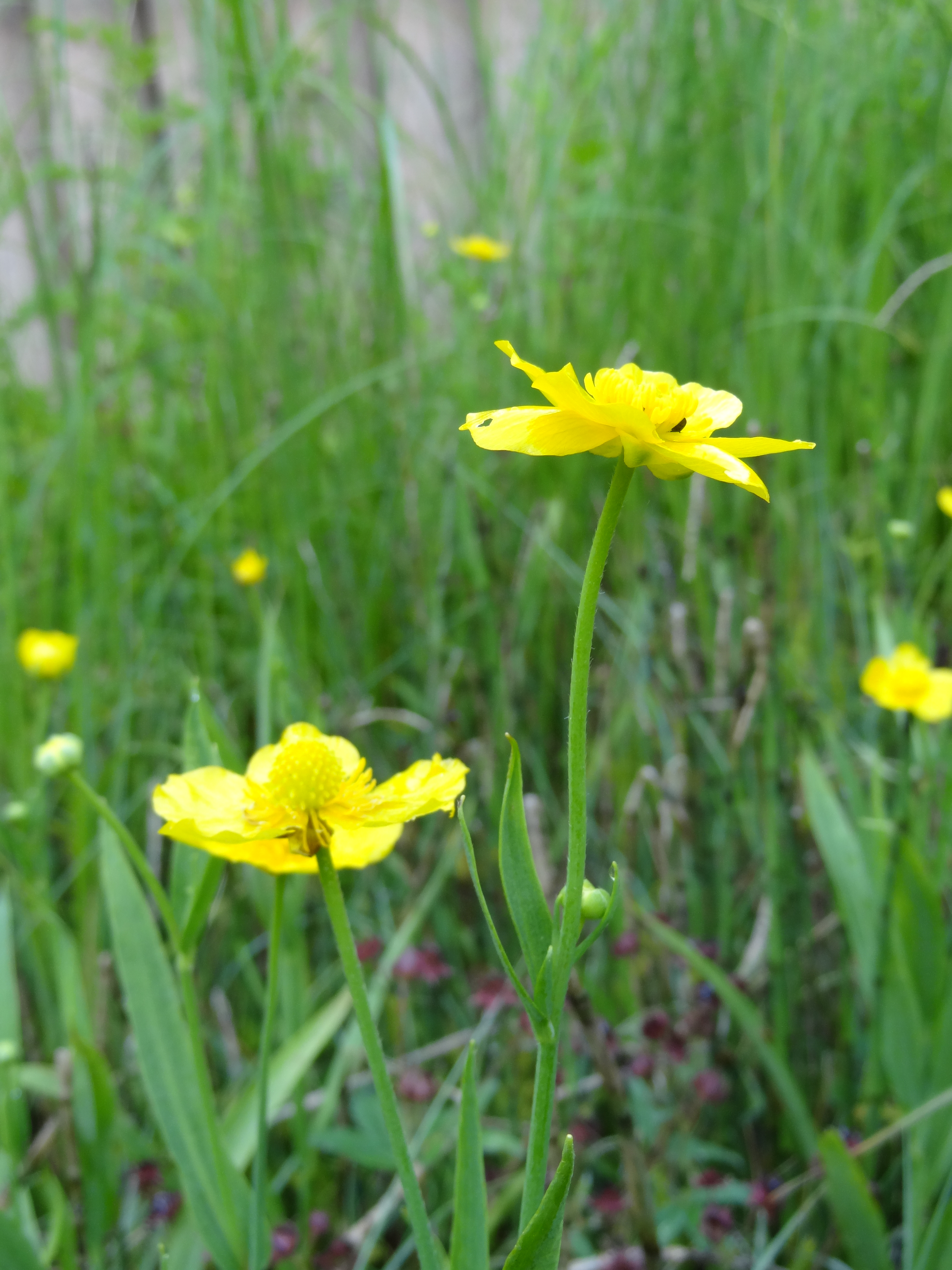